# Lawrence Nycholat
Lawrence Donald Nycholat (* 7. Mai 1979 in Calgary, Alberta) ist ein ehemaliger kanadischer Eishockeyspieler, der im Verlauf seiner aktiven Karriere zwischen 1996 und 2012 unter anderem 50 Spiele für die New York Rangers, Washington Capitals, Ottawa Senators, Vancouver Canucks und Colorado Avalanche in der National Hockey League (NHL) auf der Position des Verteidigers bestritten hat. Den Großteil seiner aktiven Laufbahn verbrachte Nycholat allerdings in der American Hockey League (AHL), wo er über 600 Partien absolvierte, mit den Hershey Bears im Jahr 2006 den Calder Cup gewann und insgesamt viermal am AHL All-Star Classic teilnahm.

## Karriere
Lawrence Nycholat begann seine Karriere als Eishockeyspieler bei den Swift Current Broncos, für die er von 1996 bis 2000 in der Western Hockey League (WHL) aktiv war. Anschließend wurde er 2000 als Free Agent von den Minnesota Wild unter Vertrag genommen, für die er allerdings nie spielte. Zunächst spielte er in der Saison 2000/01 bei den Cleveland Lumberjacks aus der International Hockey League (IHL), so wie zwei Jahre für die  Houston Aeros aus der American Hockey League (AHL). Anfang 2003 wurde der Kanadier von den New York Rangers verpflichtet, für deren AHL-Farmteam, das Hartford Wolf Pack, er bis 2005 auf dem Eis stand. Zudem spielte er in der Saison 2003/04 auch neunmal für die Rangers in der National Hockey League (NHL).
Am 9. August 2005 nahmen die Washington Capitals Nycholat als Free Agent unter Vertrag, jedoch spielte er in den folgenden beiden Spielzeiten hauptsächlich in der AHL für deren Farmteam, die Hershey Bears, mit denen er im Jahr 2006 den Calder Cup gewann. Im Februar 2007 gaben die Capitals Nycholat an die Ottawa Senators ab, bei denen er ein Jahr lang blieb, ehe er vor der Saison 2008/09 von den Vancouver Canucks verpflichtet wurde. Wegen einer Überschreitung der sogenannten Salary Cap strichen die Canucks den Verteidiger im Laufe der Spielzeit aus dem Kader, so dass die Calgary Flames ihn am 3. März 2009 verpflichteten, die ihn allerdings bereits am nächsten Tag zur Colorado Avalanche weiter transferierten. Im Juli 2009 unterzeichnete der Verteidiger als Free Agent einen Kontrakt bei den Vancouver Canucks, die ihn im Verlauf der Saison 2009/10 ausschließlich im Farmteam bei den Manitoba Moose einsetzten. Im September 2010 nahm er am Trainingslager der Washington Capitals teil, die den Defensivakteur nach zwei Wochen ins Farmteam zu den Hershey Bears in die American Hockey League schickten, bei denen der Kanadier die komplette Saison verweilte.
Im Juli 2011 wechselte Nycholat zu den Krefeld Pinguine. Nach der Saison 2011/12 beendete er seine aktive Karriere im Alter von 33 Jahren. Von 2013 bis 2015 war Nycholat als Assistenztrainer der Maple Grove High School in Maple Grove im US-Bundesstaat Minnesota tätig.

## Erfolge und Auszeichnungen
| - 2000 WHL East First All-Star Team - 2000 CHL Second All-Star Team - 2005 Teilnahme am AHL All-Star Classic - 2006 Teilnahme am AHL All-Star Classic | - 2006 Calder-Cup-Gewinn mit den Hershey Bears - 2007 Teilnahme am AHL All-Star Classic - 2008 Teilnahme am AHL All-Star Classic - 2008 AHL First All-Star Team |

## Karrierestatistik
(Legende zur Spielerstatistik: Sp oder GP = absolvierte Spiele; T oder G = erzielte Tore; V oder A = erzielte Assists; Pkt oder Pts = erzielte Scorerpunkte; SM oder PIM = erhaltene Strafminuten; +/− = Plus/Minus-Bilanz; PP = erzielte Überzahltore; SH = erzielte Unterzahltore; GW = erzielte Siegtore; 1 Play-downs/Relegation; Kursiv: Statistik nicht vollständig)